# Estalagem da Serreta
A Estalagem da Serreta é um edifício para hotelaria localizado na freguesia de Serreta, no município de Angra do Heroísmo, ilha Terceira, nos Açores.
Trata-se de uma das obras arquitectónicas mais emblemáticas dos Açores, sendo particularmente conhecida por ter sido o ponto de encontro entre Marcelo Caetano, por parte de Portugal, Georges Pompidou, por parte da França, e de Richard Nixon, por parte dos Estados Unidos, quando da cimeira Pompidou/Nixon que se realizou na ilha Terceira em Dezembro de 1971.
Trata-se de um imóvel que é actualmente propriedade privada e que apesar de todo o peso da história que carrega tem estado votado ao abandono.

## Descrição
Trata-se de uma obra do arquitecto João Correia Rebelo e é marcante do Movimento Moderno em Portugal. 
Caracteriza-se essencialmente por uma curioso e complexa articulação dos espaços, dos materiais e das formas (orgânicas adaptadas de forma extraordinária ao terreno). 
Localiza-se junto à Mata da Serreta, uma zona de forte implatação Florestal na freguesia da Serreta.

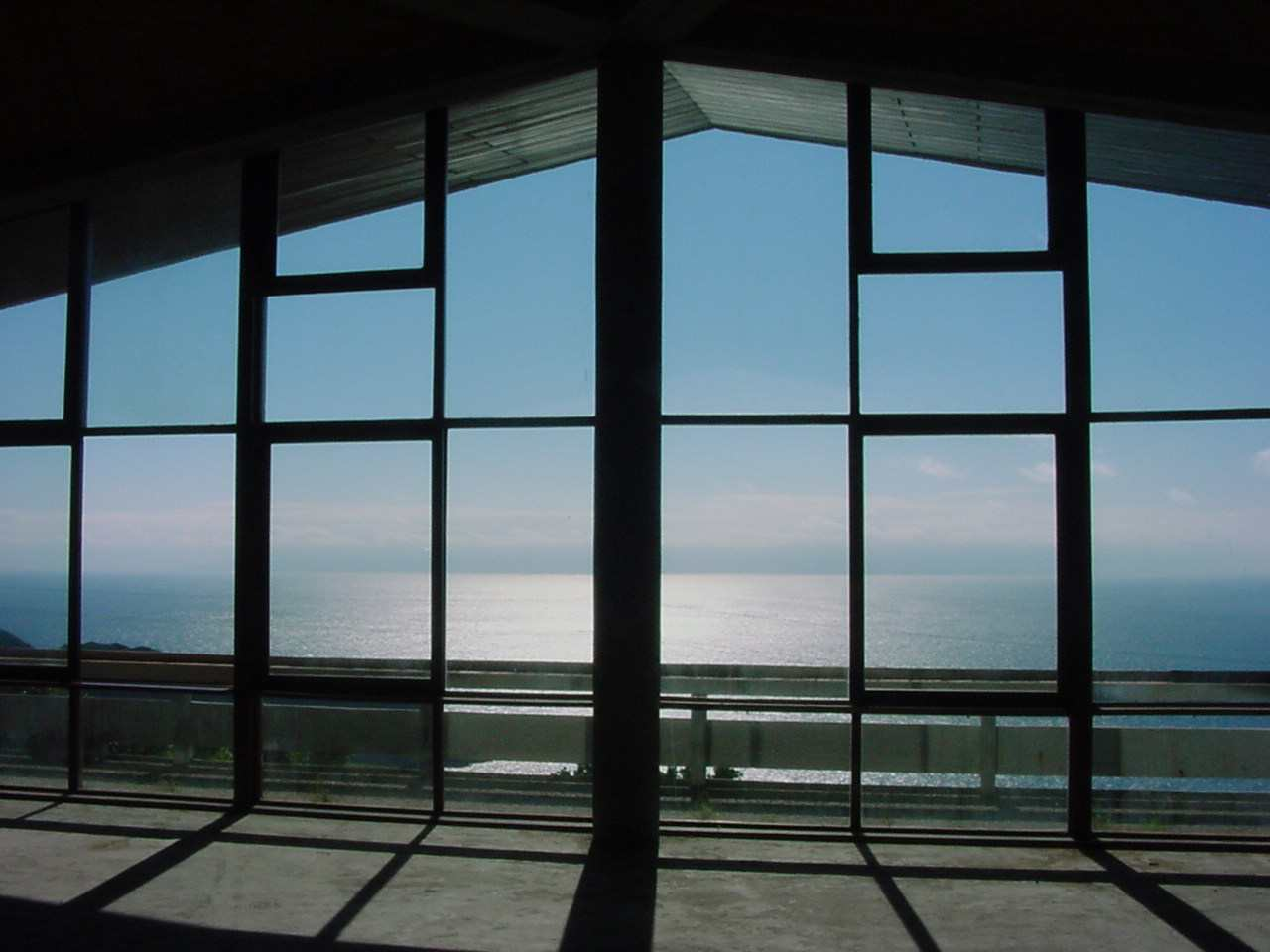
Estalagem da Serreta, ilha Terceira, Açores, o Mar, vista da sala de estar.

Através da publicação de artigos e manifestos, João Correia Rebelo lutou pelos ideais do modernismo, defendendo que a arquitectura recorresse às possibilidades técnicas e materiais do seu tempo, que fosse a expressão inequívoca desses recursos, das funções a que se destinava e de um desígnio social.
Sobre a Estalagem da Serreta e a obra de arquitectura em geral da autoria de João Correia Rebelo, a Assembleia Legislativa da Região Autónoma dos Açores aprovou uma resolução, publicada como Resolução n.º 4/2007/A, de 1 de março, do seguinte teor:
Classificação da obra de João Correia Rebelo
A transmissão da herança do nosso património imóvel, rural e urbano constitui uma permanente preocupação, para que a passagem de um passado construído ao futuro seja feita de uma forma séria e consistente, sem o limitar, desfigurar ou caricaturar.
Considerando que os assuntos relacionados com a arquitectura, quer pelas questões interdisciplinares que levantam quer pela abordagem aos problemas actuais que suscitam, constituem sem dúvida uma área central de reflexão mais recente sobre as condições materiais do mundo; Considerando que os Açores podem, com rigor, orgulhar-se de terem sido berço de um homem que se destacou, antes de mais, no campo da defesa das ideias e dos princípios no domínio da arquitectura, João Correia Rebelo; Considerando que as razões que motivaram João Correia Rebelo a bater-se por uma arquitectura inovadora e actual, no seu tempo, mantêm-se hoje e que o modo como este arquitecto açoriano entendeu a arquitectura moderna e o seu papel perante ela representa um paradigma de uma atitude intemporal;
Considerando que João Correia Rebelo se distinguiu pela forma como se debateu pelos valores propostos pelo movimento moderno, quer na prática da sua actividade profissional quer em constantes artigos na imprensa, ou ainda pelo lançamento do único manifesto pela afirmação da arquitectura moderna que se conhece em Portugal; 
Considerando que a obra do arquitecto João Correia Rebelo é reconhecida, a nível regional e nacional, tendo por isso sido alvo de estudos e de uma exposição por parte do Instituto Açoriano de Cultura e inúmeros artigos de vários arquitectos nacionais;
Constatando que é unânime a consideração da Estalagem da Serreta, em Angra do Heroísmo, como o expoente máximo da expressão do movimento moderno na sua vasta e dispersa obra, a par de um conjunto de outros projectos concretizados como o Conjunto Residencial Dr. Silveira Rosa, em Ponta Delgada, a Casa Almeida Lima, na Ribeira Grande, a Casa Silva Fraga, na estrada Ribeira Grande-Ponta Delgada, o Colégio de São Francisco Xavier, em Ponta Delgada, o edifício dos CTT, em Vila do Porto, a central térmica do Caminho da Levada, em Ponta Delgada, e um abrigo agrícola no Monte Escuro, em São Miguel: 
Assim:
A Assembleia Legislativa da Região Autónoma dos Açores, nos termos estatutários e regimentais aplicáveis, recomenda ao Governo Regional que promova a classificação da Estalagem da Serreta e de outras obras do arquitecto João Correia Rebelo como de interesse público, após uma avaliação de entidades especializadas que reconheçam essa distinção.
Aprovada pela Assembleia Legislativa da Região Autónoma dos Açores, na Horta, em 24 de Janeiro de 2007.
O Presidente da Assembleia Legislativa, Fernando Manuel Machado Menezes.